# The Sunday Drivers
The Sunday Drivers fue un grupo de indie pop y pop rock español que surgió en la ciudad de Toledo en 1999 y se separó en 2010, tras tocar en el Festival Internacional de Benicasim (FIB).
Fueron ganadores de varios concursos de bandas noveles, entre ellos el Certamen de Jóvenes Artistas de Castilla-La Mancha, y cedieron canciones suyas a anuncios publicitarios, como el de promoción de Castilla-La Mancha.
Llamaron la atención de la que sería su primera discográfica, Rock Indiana, en una fiesta celebrada en la sala Moby Dick de Madrid en 2002. Con ésta grabaron en 2003 su primer disco, The Sunday Drivers.
Posteriormente y tras su primer trabajo, comenzarían a trabajar con el management December Producciones y de su mano ficharían en 2004 por Mushroom Pillow, con quien publican su segundo álbum, Little Heart Attacks, distribuido internacionalmente por el sello independiente francés Naïve. En 2007 lanzaron su tercer trabajo, Tiny Telephone.
Cosecharon cierto éxito en países como Francia (donde giraron, tocando con artistas como Beastie Boys), Países Bajos (donde tocaron en el Festival "Eurosonic"), o Grecia. En España fueron teloneros de artistas como Wilco o Coldplay, tocando en festivales como el FIB, y cosecharon buenas críticas. Hicieron, además de sus giras por España, una gira de varios conciertos por Europa acompañados de una orquesta sinfónica. 
En 2009 se publica su último disco, The End of Maiden Trip. Grabaron en el programa de televisión Los Conciertos de Radio3 en tres ocasiones. 
El 12 de mayo de 2010, tras varios meses de rumores, Jero Romero, cantante y guitarrista del grupo, confirmó la separación del grupo tras once años desde su creación. Tocaron por última vez en el Festival Internacional de Benicasim (FIB) el 17 de julio de 2010.

## Componentes
- Jero Romero (voz y guitarra acústica)
- Fausto Pérez (guitarra solista)
- Miguel de Lucas (bajo)
- Carlos Pinto (batería)
- Lyndon Parish (guitarras, sintetizadores y coros)
- Julián Maeso (órgano Hammond, Fender Rhodes, teclados y coros, hasta 2007)

### Colaboradores
- Martí Perarnau (teclado y coros)
- Charlie Bautista (teclados y coros)

## Discografía

### Álbumes
- The Sunday Drivers (Rock Indiana, 2003)
- Little Heart Attacks (Mushroom Pillow, 2004)
- Little Heart Attacks (edición internacional con el sello francés Naïve Records, 2005)
- Tiny Telephone (Mushroom Pillow/Naïve Records, 2007)
- The End of Maiden Trip (Mushroom Pillow, 2009)

### Sencillos
- Time, time, time (Rock Indiana, 2003)
- On my mind (del álbum Little Hearts Attacks, 2004)
- Do it (del álbum Tiny Telephone, 2007)
- My Plan (2009)[3]